# 泉峰一
泉 峰一（いずみ みねかず、1949年〈昭和24年〉8月9日 - ）は、日本の政治家、元滋賀県米原市長（1期）。旭日双光章受章。

## 来歴
滋賀県出身。滋賀県立彦根東高等学校を経て、京都大学農学部卒。1972年滋賀県庁に入る。農村整備、耕地の各課長、東京事務所長を経て、2008年退職。2009年の米原市長選挙に立候補し、現職の平尾道雄を破り当選。2013年の米原市長選挙で平尾に敗れた。2019年秋の叙勲で旭日双光章を受章。